# Estadio Saturn
El Leon Arena, anteriormente conocido como Saturn hasta el 1 de agosto de 2023, es un estadio de fútbol ubicado en la ciudad de Rámenskoye, en el óblast de Moscú, Rusia. Fue inaugurado en 1999 como estadio local del Football Club Leon Saturn Rámenskoye y tiene una capacidad para 14 685 espectadores.